# Mariglianella
Mariglianella – miejscowość i gmina we Włoszech, w regionie Kampania, w prowincji Neapol.
Według danych na rok 2004 gminę zamieszkiwało 6301 osób, 2100,3 os./km².